# أوسكار كوردوبا
أوسكار كوردوبا (بالإسبانية: Óscar Córdoba) مواليد 3 فبراير 1970 في كالي، إدارة فالي ديل كاوكا، كولومبيا، هو لاعب كرة قدم كولومبي دولي سابق كان يلعب كحارس مرمى. سبق له أن لعب في كأس العالم لكرة القدم مع منتخب بلاده.

## المسيرة الاحترافية

### أندية لعب لها
- أتلتيكو ناسيونال
- ديبورتيفو كالي
- ديبورتيس كوينديو
- ديبورتيفو لوس ميلوناريوس
- أونس كالداس
- أمريكا دي كالي
- بوكا جونيورز
- نادي بيروجيا
- نادي بشكتاش
- أنطاليا سبور

## روابط خارجية
- أوسكار كوردوبا على موقع الاتحاد الدولي (مؤرشف)  (الإنجليزية)
- أوسكار كوردوبا على موقع الاتحاد الأوربي (الإنجليزية)
- أوسكار كوردوبا على موقع اتحاد تركيا (لاعب) (الإنجليزية)
- أوسكار كوردوبا على موقع قاعدة بيانات كرة القدم.إي يو (الإنجليزية)
- أوسكار كوردوبا على موقع ناشيونال فوتبول تيمز (الإنجليزية)
- أوسكار كوردوبا على موقع عالم كرة القدم.نت (الإنجليزية)